# سوری (خواننده کره جنوبی)
سوری (به انگلیسی: Sori) با نام اصلی کیم سو-ری (به انگلیسی: Kim So-ri)(زاده ۲۱ ژوئیهٔ ۱۹۹۰)خواننده و بازیگر اهل کره جنوبی است.